# Hemignathus
Hemignathus es un género de aves paseriformes de la familia de los fringílidos, que incluye cinco especies endémicas del archipiélago de Hawái.
Varias de sus especies se han extinguido y otras están en grave peligro de extinción.

## Especies
- Hemignathus vorpalis James & Olson, 2003 †
- Hemignathus affinis (Rothschild, 1893)
- Hemignathus lucidus Lichtenstein, 1839 †
- Hemignathus wilsoni (Rothschild, 1893)
- Hemignathus hanapepe (S. B. Wilson, 1889)